# Betula globispica
Betula globispica — вид квіткових рослин з родини березових (Betulaceae). Ендемік Японії.

## Біоморфологічна характеристика
Це дерево до 21 м заввишки.

## Поширення й екологія
Поширення: Японія (Хонсю). Росте на крутих гірських схилах і скелястих відслоненнях. Вид дуже чутливий до посухи, навіть будучи відносно добре вкоріненим молодим деревом. Він процвітає на дуже важкій глині, яка, хоча й волога, не заболочується.